# Gereonsweiler
Das Dorf Gereonsweiler (im Volksmund oft Willer oder das Dorf an der Linde genannt) ist ein Stadtteil von Linnich im Kreis Düren. Es liegt an der Bundesstraße 57 zwischen Linnich und Puffendorf.

## Geschichte

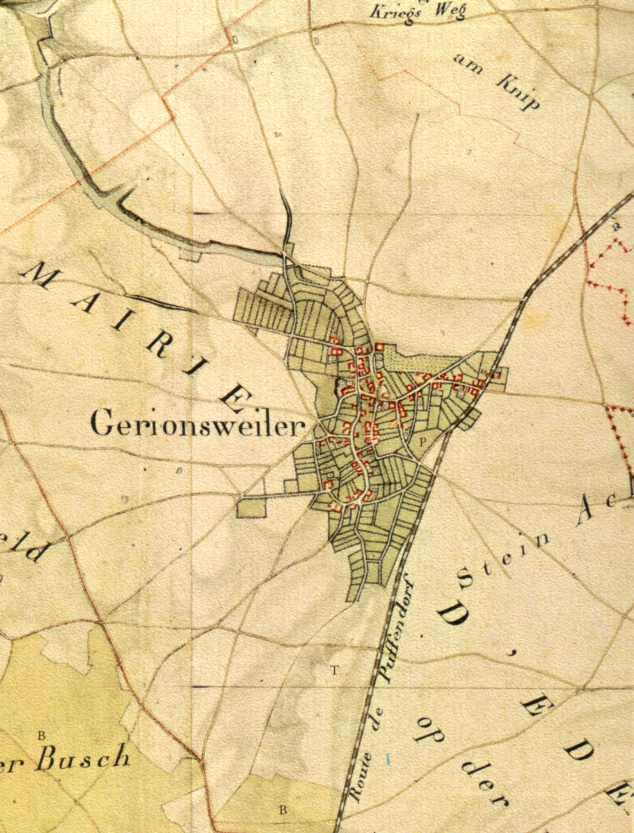
Gereonsweiler auf der Tranchotkarte um 1804

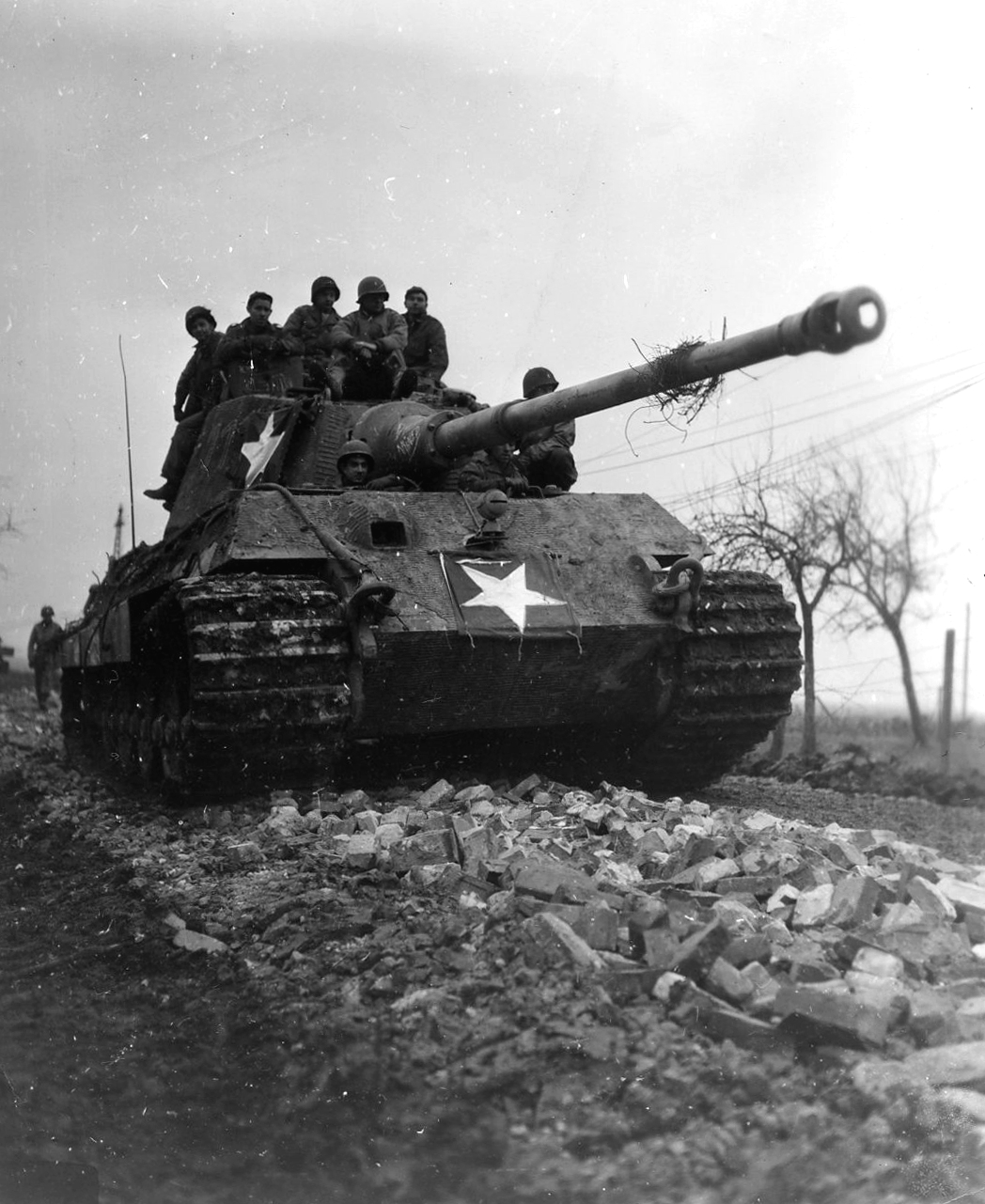
Erbeuteter deutscher Panzerkampfwagen VI Tiger II bei Gereonsweiler

Sarkophag- und Matronensteinfunde weisen auf die Besiedlung des Ortes schon zur Römerzeit hin. Im Mittelalter finden sich die Ortsbezeichnungen Will, Weil oder Wyl. Das Kölner Gereonsstift erhielt in der Mitte des 12. Jahrhunderts ein königliches Lehensgut, den Whyler Gereonis. Im Dreißigjährigen Krieg litt das Dorf unter Brandschatzungen und Pestepidemien. 1873 ermöglichte eine private Schenkung die Gründung des Christinenstiftes.
Im Zweiten Weltkrieg war das Dorf Teil des Westwalls. Im Ort befand sich eine Funkmessstellung für die Nachtjagd. 1944/45 lag das Dorf mitten im Kampfgeschehen der Rurfront und musste im Herbst 1944 evakuiert werden. Am 20. November 1944 wurde das Dorf im Rahmen der Operation Clipper erobert. Die Bebauung wurde durch Kampfhandlungen zum größten Teil zerstört. Für die alliierten Truppen waren Wurm und Rur wichtige Zwischenziele. Danach kamen die Kampfhandlungen – vor allem wegen des extrem kalten und nassen Wetters und wegen der Ardennenoffensive – bis zum Januar 1945 (Operation Blackcock) zum Erliegen.
Nach Kriegsende wurde Gereonsweiler auf der Grundlage der alten Straßenzüge weitgehend neu aufgebaut. Die nach Plänen von Josef Lehmbrock errichtete Pfarrkirche der katholischen Gemeinde wurde im November St. Gereon geweiht.
Am 1. Juli 1969 wurde Gereonsweiler nach Linnich eingemeindet.

## Verkehr
Die AVV-Buslinie 280 des Rurtalbus verbindet Gereonsweiler mit Linnich und Baesweiler. Bis zum 31. Dezember 2019 wurde diese Buslinie vom BVR Busverkehr Rheinland bedient. Zusätzlich verkehrt zu bestimmten Zeiten ein Anruf-Sammel-Taxi. Zudem verkehren die Schulbuslinien 274, 277 und 289. Wobei die Linie 274 nur die Haltestelle "Gereonsweiler Kölnstraße" bedient.
| Linie | Verlauf |
| ----- | --- |
| 274   | (Verstärkerfahrten) Barmen Haus Overbach – Aldenhoven / Jülich / Linnich / Titz |
| 277   | (Verstärkerfahrten) Schulen Linnich |
| 280   | Linnich-SIG Combibloc – Linnich Markt – Gereonsweiler – Puffendorf B 57 – Setterich – Baesweiler |
| 289   | (Verstärkerfahrten) Linnich – Gesamtschule Übach-Palenberg |
| AST   | AnrufSammelTaxi: Mo–Fr abends, Sa nachmittags/abends, So Jülich Bf/ZOB – Jülich Innenstadt – Koslar / Merzenhausen – Barmen – Floßdorf / Erzelbach / Boslar – Welz / Ederen / Rurdorf – Kofferen / Hottorf – Gereonsweiler – Gevenich / Kiffelberg – Glimbach – Körrenzig |